# Dichen Lachman
Dichen Lachman (Katmandu, 22 febbraio 1982) è un'attrice australiana, famosa per il ruolo di Katya Kinski nella soap opera australiana Neighbours e per quelli di Sierra nella serie televisiva statunitense Dollhouse e di Soyona Santos nel film Jurassic World - Il dominio e nella serie animata Jurassic World - Teoria del caos.

## Biografia
Dichen è nata a Kathmandu, in Nepal, e ha vissuto in questo paese fino ai sette anni d'età, quando la sua famiglia si trasferì ad Adelaide, in Australia. La madre è nata in India ed è di origini tibetane, mentre il padre è australiano.
Prima di recitare in Neighbours, la Lachman è apparsa in una pubblicità per il servizio di telecomunicazioni Wanadoo in Australia, trasmessa anche nel Regno Unito. Ha frequentato la Norwood Morialta High School, l'Annesley College e la University of Adelaide.

## Carriera
Nel 2005, l'attrice fece parte del cast di Neighbours, nel ruolo dell'infermiera Katya Kinski. Inizialmente fece le audizioni per ottenere quello di Elle Robinson, ma non essendo adatta per quella parte, il personaggio di Katya fu creato per lei.
Dichen recitò anche una piccola parte in Aquamarine. Dopo aver terminato anche il suo lavoro nel film Bled, Lachman si recò alle Hawaii, dove era ambientato il film Aztec Rex diretto da Brian Trenchard-Smith.
In una recente intervista con The Soap Show, Lachman dichiarò di essere andata in Inghilterra nel tardo 2006 dove apparve nello show della BBC Ready Steady Cook. Nell'intervista, l'attrice spiegò che successivamente si sarebbe spostata a Los Angeles per continuare la sua carriera ma affermò che amerebbe restare in Inghilterra e alternativamente in Australia per continuare a lavorare.
In un'altra intervista con ScifiNow, Lachman affermò che avrebbe a breve recitato nello show televisivo basato sulla saga di Star Wars, dicendo, «Sono una grande fan di George Lucas; Amo quei tipi di film e (recitare) in uno di quelli sarebbe un sogno che si realizza- Mi piacerebbe farlo, sarebbe incredibile.»
È stata nominata come una delle 100 donne più sexy in TV del 2009, dal sito lesbico afterellen.com, sulla vicenda ha dichiarato "Che privilegio essere qui,".
Un suo ruolo importante è stato quello di Sierra nella serie televisiva statunitense del 2009 Dollhouse, riproposta come consuetudine da Joss Whedon in Agents of S.H.I.E.L.D. come attrice che interpreta la madre di Skye. 
Ha interpretato Allysia Takada, aka Tokkan, nel diciassettesimo episodio della prima serie di NCIS: Los Angeles.
Ricopre la parte di Tani Tumrenjack nella serie Last Resort.
È presente anche nella serie The 100 dove interpretava la parte di Anya, la comandante dei Terrestri nonché uno dei due principali antagonisti della prima stagione.
Nel 2018 interpreta Reileen Kawahara nella serie Altered Carbon.
Nel 2022 interpreta Soyona Santos, una spietata contrabbandiera di dinosauri nel film Jurassic World - Il dominio. Mentre nel 2024 è Korina nel film Il regno del pianeta delle scimmie.

## Filmografia

### Attrice

#### Cinema
- Aquamarine, regia di Elizabeth Allen (2006)
- Safety in Numbers, regia di David Douglas (2006)
- Tyrannosaurus Azteca, regia di Brian Trenchard-Smith (2007)
- Bled, regia di Christopher Hutson (2009)
- Sunday Punch, regia di Dennis Hauck - cortometraggio (2010)
- Lust for Love, regia di Anton King (2014)
- Too Late, regia di Dennis Hauck (2015)
- Jurassic World - Il dominio (Jurassic World: Dominion), regia di Colin Trevorrow (2022)
- Il regno del pianeta delle scimmie (Kingdom of the Planet of the Apes), regia di Wes Ball (2024)

#### Televisione
- Neighbours - serial TV, 103 puntate (2005-2007)
- Dollhouse - serie TV, 27 episodi (2009-2010)
- NCIS: Los Angeles - serie TV, episodio 1x17 (2010)
- Hawaii Five-0 - serie TV, episodio 1x08 (2010)
- Torchwood - serie TV, episodio 4x02 (2011)
- The Guild - webserie, episodio 5x08 (2011)
- Being Human - serie TV, 7 episodi (2012)
- The Glades – serie TV, episodio 3x05 (2012)
- Last Resort – serie TV, 13 episodi (2012-2013)
- CSI - Scena del crimine (CSI: Crime Scene Investigation) - serie TV, episodio 13x20 (2013)
- King & Maxwell – serie TV, 7 episodi (2013)
- The 100 - serie TV, 7 episodi (2014)
- Agents of S.H.I.E.L.D. - serie TV , 11 episodi (2014-2020)
- Shameless - serie TV, 6 episodi (2014-2015)
- The Last Ship - serie TV, 6 episodi (2016-in corso)
- Supergirl - serie TV, 2 episodi (2016-in corso)
- Altered Carbon – serie TV (2018)
- Animal Kingdom – serie TV, 23 episodi (2018-2021)
- Scissione (Severance) - serie TV, 9 episodi (2022-in corso)

### Doppiatrice
- Raya e l'ultimo drago (Raya and the Last Dragon), regia di Don Hall e Carlos López Estrada (2021)
- Jurassic World - Teoria del caos (Jurassic World: Chaos Theory) – serie animata (2024-in corso)

## Doppiatrici italiane
Nelle versioni in italiano delle opere in cui ha recitato, Dichen Lachman è stata doppiata da:
- Laura Cosenza in The 100, Animal Kingdom
- Mattea Serpelloni in Agents of S.H.I.E.L.D, Scissione
- Elena Perino in Supergirl, Jurassic World - Il dominio
- Joy Saltarelli in Altered Carbon
- Alessandra Korompay in Dollhouse
- Emilia Costa in NCIS: Los Angeles
- Valentina Mari in Hawaii Five-0
- Valentina Favazza in The Glades
- Barbara De Bortoli in Last Resort

Da doppiatrice è sostituita da:
- Vittoria Schisano in Raya e l'ultimo drago
- Elena Perino in Jurassic World - Teoria del Caos